# Creu de terme (Sant Vicenç de Montalt)
La Creu de terme és una obra de Sant Vicenç de Montalt (Maresme) inclosa a l'Inventari del Patrimoni Arquitectònic de Catalunya.

## Descripció
Creu de terme que consta d'una base, una columna amb capitell amb decoració floral i una creu a sobre. Aquesta creu està decorada per dues escultures, en un costat hi ha un Sant Crist clavat a la creu i a l'altre una Mare de Déu.